# Субботина, Дарья Николаевна
Да́рья Никола́евна Суббо́тина (род. 21 января 1976, Москва, РСФСР, СССР) — российская журналистка, теле- и радиоведущая, переводчица, блогер.

## Биография
Родилась 21 января 1976 года в Москве.
На телевидение впервые попала в 17 лет в качестве переводчицы на английский и ведущей своей рубрики на АТВ. Окончила факультет журналистики МГУ.
Начинала творческую работу на телевидении корреспондентом программы «Времечко», но волна популярности пришла к телеведущей во времена её работы на телеканале «Муз-ТВ». Она пришла на кастинг нового на тот момент канала «Муз-ТВ» и сразу же стала телеведущей. Сначала вела пятнадцатиминутную программу «МузМетель» вместе с Авророй, после начала вести ежедневную программу по заявкам «Вечерний звон». Изначально ей доставались субботние эфиры, после вела эфиры чаще, не только раз в неделю в определённый день. Также вела такие программы, как «МузGeo», «PlayМеню» и несколько выпусков «МузFilm’а». После этого стала вновь вести программу в паре с Авророй — на этот раз «Соковыжималку». Получила звание самой романтичной девушки канала.
Ушла с канала во время массового ухода других ведущих (Оскар Кучера, Василий Куйбар, Евгений Агабеков, Екатерина Срывкова, Юрий Пашков, Татьяна Плотникова, Александр Пряников) из-за значительного сокращения зарплат после смены руководства канала.
Когда ей поступило предложение быть корреспондентом «Вокруг света» на телеканале «Россия», она согласилась, поскольку любит путешествовать. Также была ведущей на канале «Домашний» с момента его основания. Сначала вела утреннюю программу «Полезное утро» совместно с ботаником Сергеем Новиковым, после чего переключилась на другие программы. После того, как ушла с «Домашнего», перешла на канал НТВ, где с октября 2008 по ноябрь 2010 года, была ведущей программы «Дачный ответ».

## Семья
Мать — радиоведущая Татьяна Сырова (5 января 1947—3 июня 2015, работала на Иновещании, на радиостанциях «Ностальжи» и «Маяк»).
Дарья Субботина не замужем, детей нет.

## Карьера

### ТВ
- Времечко (ТВ Центр)
- МузМетель, PlayМеню, МузGeo, МузFilm, Вечерний звон, Соковыжималка, Премия Муз-ТВ 2003[9] (Муз-ТВ)
- Полезное утро, Мировые бабушки, Женская собственность (Домашний)
- Вокруг света, Евровидение — 2008[10] (Россия)
- Дачный ответ (НТВ)

### Радио
- Эхо Москвы
- Радио Маяк

### Клипы
- Муз-ТВ с тобою

## Съёмки в рекламе
В 2011 году Дарья стала лицом копании «Kärcher» и снялась в рекламных видео-роликах для промо-кампании.
В 2014 году снова стала лицом линии косметики «OLAY Regenerist» с размещением телевизионной рекламы в 6 странах.
В 2018 году стала амбассадором бренда антивозрастной косметики Clarins.